# كوبنهاغن بولدكلوب
نادي كوبنهاغن بولدكلوب (بالفرنسية: Kjøbenhavns Boldklub)‏ نادي كرة قدم دنماركي يلعب في دوري الدرجة الثالثة . تم تأسيس النادي في سنة 1876 .